# Jef D’hont
Joseph Leon D’hont, genannt Jef D’hont, (* 22. März 1942 in Gent) ist ein ehemaliger belgischer Masseur des Profiradrennstalls Team Telekom, der 2007 als Insider über systematisches Doping im Radsport berichtete, mehrere Radprofis zu Geständnissen bewog und so größere Bekanntheit erlangte.

## Karriere
D’hont war nach seiner Karriere als Radrennfahrer seit 1964 ein professioneller Pfleger (ein sogenannter soigneur) im Radsport. Bereits während seiner aktiven Zeit nahm er unerlaubte Hilfsmittel und gestand 1963 die Einnahme von Amphetaminen. Zu  seinen Schützlingen in seiner über vierzig Jahre währenden Arbeit als Betreuer gehörte u. a. der spätere Sportliche Leiter bei Team Telekom Walter Godefroot. Von 1992 bis 1996 war D’hont beim Team Telekom unter Godefroot angestellt, nach seinem Ausscheiden war er 1998 in den Doping-Skandal während der Tour de France (Festina-Affäre) verwickelt. Für seine Beteiligung am Doping beim Team La Française des Jeux, für das er damals tätig war, wurde D’hont aufgrund anonymer Hinweise im Festina-Prozess im Dezember 2000 in Lille zu neun Monaten Freiheitsstrafe auf Bewährung verurteilt.

## Dopingvorwürfe gegenTeam Telekom
Jef D’hont beschuldigte u. a. in seinem im April 2007 erschienenen Buch Memoires van een wielerverzorger (Erinnerungen eines Radfahrer-Pflegers) den Rennstall Team Telekom des organisierten und systematischen Dopings mit EPO in den frühen 90er Jahren. Sowohl Athleten, darunter die Tour-de-France-Gewinner Bjarne Riis und Jan Ullrich, als auch Ärzte und Funktionäre des Teams seien daran wissentlich beteiligt gewesen. Aufgrund der Vorwürfe von D’hont erstattete der Dopingforscher Werner Franke Strafanzeige gegen die verantwortlichen Freiburger Ärzte des Teams Telekom. Im Mai 2007 bestätigten nach und nach die ehemaligen Telekom-Profis Bert Dietz, Udo Bölts, Christian Henn, Rolf Aldag, Erik Zabel, Brian Holm und Bjarne Riis die Aussagen D’honts in Geständnissen. Im Juni desselben Jahres belastete D’hont in einem Interview in der Nachrichtensendung Tagesthemen erneut Jan Ullrich und beschuldigte ihn, Wachstumshormone und EPO genommen zu haben.